# Rui Filipe (football)
Pour les articles homonymes, voir Rui Filipe.
Rui Filipe, de son nom complet Rui Filipe Tavares de Bastos, est un footballeur portugais né le 8 mars 1968 à Vale de Cambra et mort le 28 août 1994 à Porto. Il évoluait au poste de milieu central.

## Biographie

### En club
Né à Vale de Cambra dans la banlieue de Porto, il commence sa carrière professionnelle à Gil Vicente en deuxième division portugaise. Après deux saisons passées au Sporting Espinho, dont une en première division, il revient à Gil Vicente dans une saison dont le but est le maintien du club dans l'élite,,.
Il est ensuite transféré au FC Porto, marquant quatre buts lors de sa première saison, lui permettant ainsi d'être sélectionné en équipe nationale.
Il devient rapidement un élément important du milieu portista, remportant deux titres de champion en 1992 et 1993, ainsi qu'une Coupe du Portugal en 1994. Il s'illustre également en Coupe d'Europe, inscrivant un but en phase de groupe de Ligue des champions face au Werder de Brême en mars 1994. Il atteint les demi-finales de cette Ligue des champions, en étant battu par le FC Barcelone.
Lors de la saison 1994-1995, il marque lors du premier match de la saison en première division. Le 24 août 1994, il dispute le match aller de la Supercoupe du Portugal. Il marque un but contre le Benfica Lisbonne (match nul 1-1) et est sanctionné d'un carton rouge.
Quatre jours plus tard, le 28 août 1994, il meurt lors d'un accident de la route à l'âge de 26 ans.
À titre posthume, il remporte avec le FC Porto, la Supercoupe du Portugal en 1994 et le championnat du Portugal en 1995.
Le bilan de sa carrière s'élève à 131 matchs pour neuf buts marqués en première division portugaise, et ce durant six saisons,. Il dispute également 3 matchs en Ligue des champions (un but), et deux rencontres en Coupe des coupes.

### En équipe nationale
International portugais, il reçoit six sélections en équipe du Portugal entre 1992 et 1993, pour aucun but marqué.
Son premier match est disputé le 31 mai 1992 en amical lors de l'US Cup 1992 contre l'Italie (match nul 0-0 à New Heaven).
Son dernier match a lieu le 10 février 1993 contre la Norvège en amical (match nul 1-1 à Faro).

## Palmarès
Avec le FC Porto :
- Champion du Portugal en 1992, 1993 et 1995
- Vice-champion du Portugal en 1994
- Vainqueur de la Coupe du Portugal en 1994
- Finaliste de la Coupe du Portugal en 1992
- Vainqueur de la Supercoupe du Portugal en 1992, 1993 et 1994